# Rainham
Rainham är en ort i kommunen Medway, i Storbritannien. Den är belägen i grevskapet Kent och riksdelen England, i den sydöstra delen av landet, 50 km öster om huvudstaden London. Rainham ligger 41 meter över havet och antalet invånare är 6 394. Rainham var en civil parish fram till 1929 när blev den en del av Gillingham. Civil parish hade 4 335 invånare år 1921.
Terrängen runt Rainham är huvudsakligen platt, men åt sydväst är den kuperad. Havet är nära Rainham åt nordost. Runt Rainham är det tätbefolkat, med 331 invånare per kvadratkilometer. Närmaste större samhälle är Gillingham, 5,1 km nordväst om Rainham. Trakten runt Rainham består till största delen av jordbruksmark.
Klimatet i området är tempererat. Årsmedeltemperaturen i trakten är 9 °C. Den varmaste månaden är juli, då medeltemperaturen är 18 °C, och den kallaste är december, med 2 °C.